# Claudio Capéo
Claudio Capéo, właściwie Claudio Ruccolo (ur. w 1985 roku w Cernay) – francuski piosenkarz i akordeonista.

## Życiorys

### Dzieciństwo
Claudio Ruccolo urodził się w 1985 roku w rodzinie o włoskich korzeniach. W wieku 5 lat zaczął uczyć się gry na akordeonie.

### Kariera
W wieku 16 lat brał udział w zajęciach artystycznych i dołączył do zespołu heavymetalowego. Szybko zrezygnował z grania tego typu muzyki i zaczął grać w zespole specjalizującym się w afrykańskim jazzie. W 2008 roku zaczął koncertować z własnym zespołem, z którym wydał dwie płyty: El vagabond w lutym 2010 roku i Miss Mondo w październiku 2012 roku. Drugi album promowany był przez singiel „Charlotte”.
W marcu 2015 roku wydał singiel „Mr. Jack”, a w sierpniu ukazała się jego debiutancka EP-ka o tym samym tytule. W kolejnych latach występował z akordeonem na ulicy. Podczas jednego z występów ulicznych został dostrzeżony przez producentów programu The Voice: La Plus Belle Voix, którzy zaprosili go do udziału w przesłuchaniach do piątej edycji talent show. Podczas „przesłuchań w ciemno” zaśpiewał utwór „Chez Laurette” Michela Delpecha i trafił do drużyny Florenta Pagny’ego. Odpadł na etapie „bitew”, przegrywając w duecie z Laurent-Pierre Lecordierem. Po udziale w programie podpisał kontrakt płytowy z wytwórnią Jo & Co. 15 czerwca 2016 roku ukazała się jego debiutancka płyta studyjna zatytułowana po prostu Claudio Capéo. Pierwszym singlem promującym album został utwór „Un homme debout”.

## Życie prywatne
Obecnie mieszka w Steinbach.

## Dyskografia

### Albumy studyjne
- El vagabond (2010)
- Miss Mondo (2012)
- Claudio Capéo (2016)
- Tant que rien ne m'arrête (2018)
- Rose des vents (2022)[8]

### Minialbumy (EP)
- Mr. Jack (2015)